# Fünf Freunde 4
Fünf Freunde 4 (Nederlands: De Vijf en de Verborgen Piramide) is een Duitse jeugdfilm, gebaseerd op de gelijknamige boekenserie van Enid Blyton. Het is de laatste film met de oorspronkelijke acteurs uit 2012. Enkel Coffey, de hond die Timmy speelde, werd al vervangen door Bobby.

## Rolverdeling

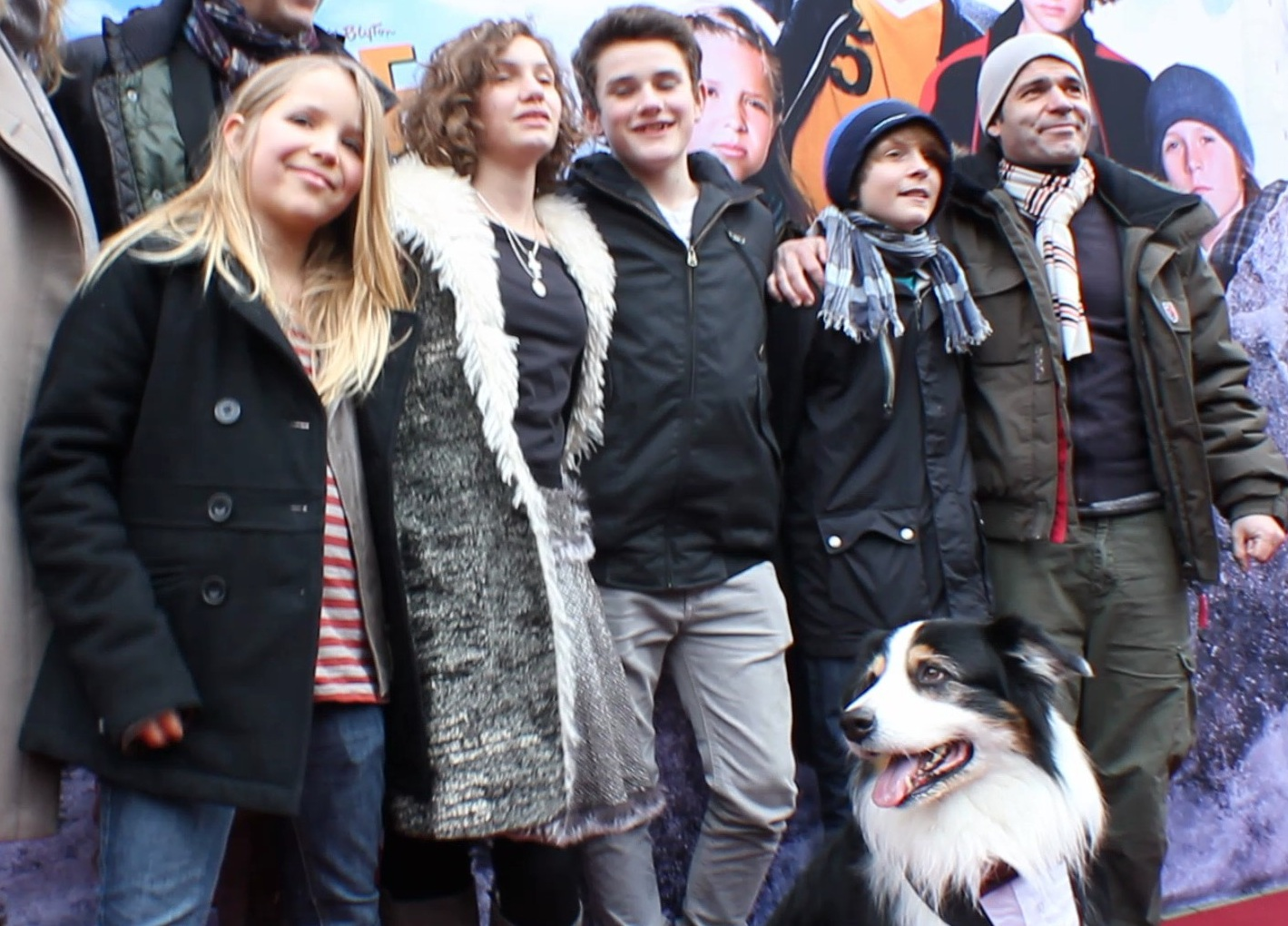
De hoofdcast en de regisseur van de film.

- Valeria Eisenbart als George
- Quirin Oettl als Julian
- Justus Schlingensiepen als Dick
- Neele-Marie Nickel als Anne
- Bobby (border collie) als Timmy
- Samuel Finzi als Bernhard
- Omid Memar als Auni